# Мандок
Мандок (мађ. Mándok) је град у жупанији Саболч-Сатмар-Берег, у региону Северне Велике равнице у источној Мађарској.

## Географија
Покрива површину од 2.891 km2 (1.116 sq mi) и има популацију од 4.153 становника (2015).

## Историја
Мандок се у историјским изворима појављује у виду Мандока 1382. године, као власништво Лошонциака из породице Томај.
У годинама после 1560. године, село добија нове власнике у лику Форгача из Гача, чија се улога и делатност протеже чак и до прве половине 20. века. За време турске окупације овај крај је испао из оквира разарања, па су становници насеља имали релативно мирнији живот. У овом и претходном периоду становништво се углавном бавило пољопривредом, али се у то време јављају први зна и индустријализације. О томе говори податак да је 1595. године мађарски краљ Рудолф Мандоку доделио статус сајамског града, трговишта, и признао патентна писма неким становницима. На основу пописа из 1556. године, становништво села може се оценити на 330 људи, што је био прилично висок број у тадашњим условима. Упркос томе, властелин је у Мандоку населио кметове са Карпата, који су 1646. године саградили цркву од дрвета, која је данас једно од драгоцености музеја на отвореном у Сентандреји. Била је важна прекретница у историји Мандока да је 1720. добио статус трговишта, а становници су стекли грађанска права.
Од 1998. године ради Центар за социјално и старање за подршку породици са старачким домом са 18 кревета. Од тог датума је почео са радом у Добротворном дому „Сент Миклош“ који одржава Гркокатоличка црква, где се може збринути 51 стара. Од септембра 2004. године, захваљујући основној школи, у насељу поново постоји средње образовање, а за сада средњошколско образовање се одвија у 2 вечерња разреда. Град има просечну основну инфраструктуру. Његова мрежа институција, школа, зубар, комбинована викенд служба опште праксе, игра регионалну улогу. Комерцијалне и друге услуге као што су бензинска пумпа, поправка кућних апарата, козметичар, пијаца итд. задовољава и потребе околних насеља у овом правцу. Међу његовим становницима је све већи удео мањина, карактеристични су незапосленост и ниско школовање, па насеље више не може да задржи младе људе. 
Бивша општина је 2007. године поднела захтев за звање града, а министар за самоуправу га је поднео председнику Републике уз подршку министра за локалну самоуправу. Место је добило звање града 1. јула 2007. године.

## Становништво
Године 2001. 96% становништва насеља се изјаснило као Мађари, 4% Роми.
Током пописа 2011. године, 83,6% становника се изјаснило као Мађари, 3,9% као Роми, а 0,4% као Украјинци (10,1% се није изјаснило. Због двојног идентитета, укупан број може бити већи од 100%). Верска дистрибуција је била следећа: римокатолици 18,1%, реформатори 49,6%, гркокатолици 9,4%, неденоминациони 0,9% (20,8% није одговорило).